# Никколо де Симоне
Никколо де Симоне (итал. Niccolò De Simone, Nicolò Fiammingo, Lo Zet, Lopet; дата и место рождения неизвестны — 1677, Неаполь) — фламандский художник, работавший в Неаполе с 1636 по 1677, представитель школы барокко.

## Биография
Де Симоне родился в Льеже, в 1636 году приехал в Неаполь и остался там работать. На его стиль повлияли работы Массимо Станционе, Бернардо Каваллино и Прети, Маттиа. Известно, что де Симоне расписывал свод капеллы семьи Какаче в соборе Сан-Лоренцо-Маджоре. Итальянский историк искусства Бернардо де Доминичи также утверждал, что де Симоне работал в Испании и Италии.
Де Симоне умер в 1677 в Неаполе.
Одна из картин де Симоне, «Святой Себастьян», находится во Флориде, в музее Искусства Джона и Мейбл Ринглинг.